# Sea Shepherd Conservation Society
A Sea Shepherd Conservation Society (com a sigla SSCS) é uma organização sem fins lucrativos, focada na conservação de seres marinhos, sediada em Friday Harbor, Washington, nos Estados Unidos da América. O grupo usa táticas de ação direta para proteger a vida marinha. Foi fundada em 1977 com o nome de Earth Force Society, por Paul Watson, um antigo membro da Greenpeace, depois de este ter se decidido a retirar-se da mesma, pois ela não lhe permitia o uso de táticas de intervenção mais agressivas. O grupo dispõe um foco forte em relações públicas para difundir a sua mensagem através dos meios de comunicação. Em 2008, o canal Animal Planet (Parte da cadeia Discovery) começou a filmar um reality show, "Piratas Ecológicos" (Whale Wars, em inglês), baseado nos encontros anuais do grupo com a frota japonesa de baleeiros no Oceano Antártico.

## Ativismo
A Sea Shepherd Conservation Society opera, neste momento, com 11 embarcações: MV Emanuel Bronner, MY Farley Mowat, MY Jairo Mora Sandoval, MY John Paul DeJoria, RV Martin Sheen, MY Ocean Warrior, MY Age of Union, MV Sharpie, M/Y Conrad, MY Sea Eagle e o MV Sharkwater. Têm participado em operações por todo o mundo, que incluem sabotagem a afundamento de barcos enquanto atracados em portos, obstrução à caça de focas no Canadá e na Namíbia, ofuscar baleeiros com lasers (tática usada também por forças policiais para desabilitar suspeitos), atirar garrafas com químicos não tóxicos mal cheirosos (bombas de cheiro) para o convés dos navios envolvidos em atividades ilegais em alto mar, apreensão e destruição de redes-derivantes. A organização afirma que as suas ações agressivas são necessárias pois existe uma relutância por parte dos governos a nível mundial em aplicar a lei em alto mar, dando assim, à Sea Shepherd Conservation Society, autoridade para aplicá-las eles mesmos, tal como descrito na United Nations World Charter For Nature.
A Sea Shepherd é bancada por milhares de apoiadores e doadores pelo mundo incluindo algumas celebridades como os Red Hot Chilli Peppers,Gojira, Richard Dean Anderson (ator que interpertava o papel de MacGyver) e Sam Simon (co-produtor de The Simpsons) entre muitos outros. No entanto é também bastante criticada por diversas personalidades e organizações devido ás suas ações agressivas, com o intuito de intimidar, tendo mesmo tendo sido considerados eco-terroristas por governos como o do Japão. Apesar das suas táticas agressivas não existe um único registro de feridos causados pela organização. Entidades como o Activistfacts dedicam-se a rastrear e levar ao conhecimento do grande público as fontes de recursos de ONGs como a Sea Shepherd.

## História

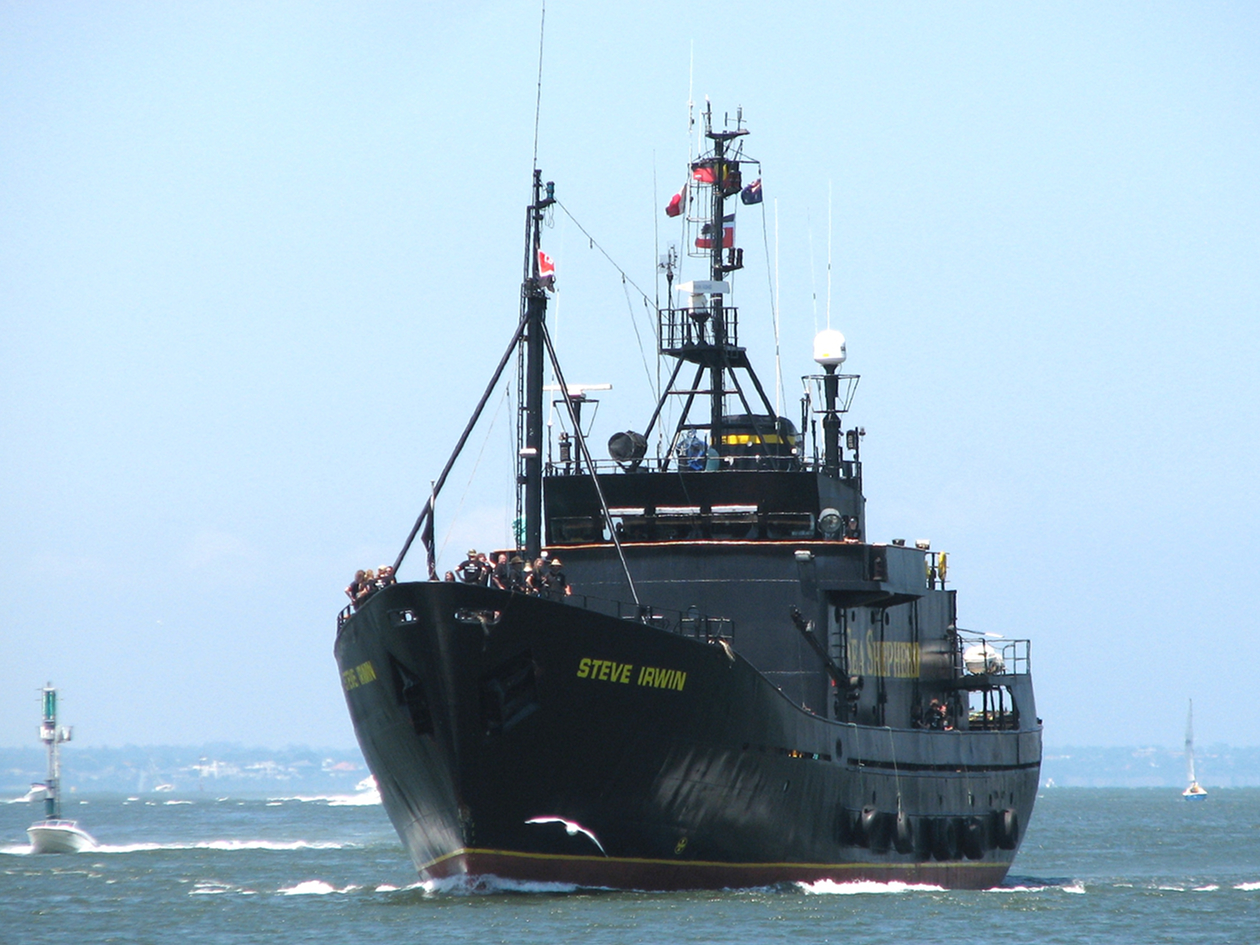
O "MV Steve Irwin", um dos navios que pertencem à organização.

A Sea Shepherd Conservation Society é uma ONGA (Organização não governamental de ambiente) fundada oficialmente no estado do Oregon, EUA, em 1981 pelo capitão Paul Watson, jornalista canadense que havia iniciado a sua carreira enquanto ativista ambiental anos antes fazendo parte dos membros fundadores da Greenpeace. A SSCS surge após Paul Watson ter sido excluído da Greenpeace devido as suas ações mais radicais que não se enquadravam com o perfil da Greenpeace. Nasceu então a Sea Shepherd Conservation Society que, usa táticas de intervenção e ação direta para investigar, documentar e intervir quando necessário para expor e confrontar atividades ilegais em mar alto.
Oposto ao Greenpeace, organização que ajudou a fundar com mais duas pessoas, mas que tinha propósitos muito burocráticos, Paul Watson concluiu que a resposta dada era inadequada aos danos ambientais causados.
A resposta endossada por Paul Watson inclui a sabotagem e o afundamento de navios julgados por ele como que tenham violado leis baleeiras internacionais. Estes navios são considerados por ele como piratas.
Em junho de 1999, em Porto Alegre, é fundado o Instituto Sea Shepherd Brasil, o único escritório no mundo com total independência da matriz americana, trabalhando pela diversidade marinha brasileira e apoiando as ações da Sea Shepherd Conservation Society, nas ações mundo afora.

## Baleeiros afundados
Desde 1979, o Sea Sheperd alega ter afundado dez baleeiros, referindo-se a eles como piratas:
- 1979 – o baleeiro Sierra afundou na costa de Portugal;
- 1980 – os baleeiros Isba I e Isba II afundaram em Vigo, Espanha;
- 1980 – os baleeiros Susan e Theresa afundaram na África do Sul;
- 1981 – os baleeiros Hvalur 6 e Hvalur 7 afundaram na Islândia;
- 1992 – o baleeiro Nybraena afundou na Noruega;
- 1994 – o baleeiro Senet afundou na Noruega;
- 1998 – o baleeiro Morild afundou na Noruega.

Por esses acontecimentos, os navios tiveram suas bandeiras cassadas. De acordo com a coluna do The New Yorker, desde novembro de 2007, navegam sob bandeira dos Países Baixos.